# Vingselina trituberculata
Vingselina trituberculata är en insektsart som beskrevs av Sjöstedt 1932. Vingselina trituberculata ingår i släktet Vingselina och familjen torngräshoppor. Inga underarter finns listade i Catalogue of Life.